# دانيال كوغلر
دانيال كوغلر (بالألمانية: Daniel Kogler)‏ هو لاعب كرة قدم نمساوي في مركز الوسط، ولد في 16 أغسطس 1988 في امستيتن النمسا السفلى في النمسا. لعب مع فيليز موستار ولاسك لينتس ونادي سانت بولتن.

## وصلات خارجية
- دانيال كوغلر على موقع قاعدة بيانات كرة القدم.إي يو (الإنجليزية)
- دانيال كوغلر على موقع عالم كرة القدم.نت (الإنجليزية)